# Cushman (motorfiets)
Cushman is een Amerikaans historisch merk van scooters.
De bedrijfsnaam was: Cushman Motors, Lincoln, Nebraska

## Voorgeschiedenis
Het bedrijf was aanvankelijk in 1902 onder de naam "Cushman Motor Company" opgericht door Everett Cushman en zijn neef Clinton Cushman. Everett en Clinton Cushman hadden een patent verworven voor een betere afdichting van verbrandingsmotoren om compressieverlies tegen te gaan. Ze probeerden met deze uitvinding motoren te gaan produceren voor de landbouw, maar zonder succes. Toen ze zich inschreven voor een wedstrijd voor eencilinder-scheepsmotoren wonnen ze de eerste prijs, waarna ze orders kregen voor de levering van kleine motoren voor visboten en plezierjachten. Ook die vraag bleef beperkt en ze besloten ook stationaire motoren te gaan maken. Er was nog steeds weinig vraag en in 1906 dreigde het bedrijfje failliet te gaan. Er werd een nieuwe manager aangetrokken, Everett Brown Sawyer, die vond dat het bedrijf zich veel meer moest richten op stationaire motoren voor de landbouw. Daarvoor ontwikkelde Cushman een nieuwe, watergekoelde viertaktmotor, die wel succesvol werd. Deze motor werd gebruikt voor dorsmachines, strobalenpersen en aardappelrooimachines. Toch duurde het tot 1912 voor er voor het eerst winst werd gemaakt. Daardoor konden sterkere versies van 8, 10, 12 en 20 pk worden ontwikkeld. In 1913 veranderde de bedrijfsnaam in Cushman Motor Works Incorporated. Er werd een nieuwe fabriek voor de productie van stationaire motoren gebouwd. Door de toenemende elektrificatie en het uitbreken van de Eerste Wereldoorlog breidde men de productie uit door de motoren om te bouwen als aggregaat en in 1918 bedroeg de omzet al 18 miljoen dollar.
Na de oorlog ging het weer slechter met het bedrijf. Uiteraard viel de militaire productie weg, maar bovendien kwam er in 1920 een crisis in de Amerikaanse en de Canadese landbouw. Everett Cushman verliet het bedrijf en richtte samen met zijn zoon Clifford Eugene de Cushman Engineering Company in Riverside (Californië) op.
Om het tij te keren ontwikkelde Clinton Cushman een tweetaktmotor voor wasmachines, kleine pompen en grasmaaiers, maar ook dat werd geen succes. Daarna ontwikkelde hij een nieuwe viertaktmotor, de Husky. Die motor was wel succesvol en werd ingebouwd in de Bob-a-lawn grasmaaier. Desondanks werd manager Everett Sawyer in 1927 door de aandeelhouders ontslagen.
Door de beurskrach van 1929 kwam het bedrijf opnieuw in problemen en in 1933, toen het niet veel beurswaarde meer had, werd het verkocht aan Charles Ammon, de eigenaar van de "Easy Manufacturing Company". Ammon had tien jaar eerder al de buurman van Cushman, de "Yale & Hopewell Company", opgekocht. Cushman leverde gietstukken aan Yale & Hopewell, dat machines maakte voor de aanleg van ondergrondse pijpleidingen. Op 5 juni 1934 werden de Easy Mfg. Co., Yale & Hopewell en Cushman samengevoegd tot één bedrijf.

## Auto-Glide Scooters
In 1935 wilde E. Foster Salsbury miniscooters gaan produceren en hij probeerde met Charles Ammon tot overeenstemming te komen over de levering van 1.000 Husky-motortjes. Dat lukte niet maar Ammon besloot wel zelf dergelijke scootertjes te gaan maken. Ammons zoon Robert maakte een eenvoudig maar bruikbaar ontwerp en in 1936 was een prototype klaar.

### Auto-Glide 0-serie
Dit prototype had de 182cc-Husky motor en was opgebouwd uit 1,2mm-dik hoekstaal. Bij de eerste tests brak het frame en men stapte over op 2mm-hoekstaal. Daarmee werd een eerste exemplaar, het Auto-Glide Model 1-1 gemaakt. Die model had nog geen plaatwerk, maar het Model 1-2, dat eind 1936 verscheen, had plaatwerk rondom het motorblokje, waar het zadel bovenop zat. Met dit model werd een eerste kleine serie gebouwd.

### Auto-Glide Serie 1
Men besloot tot grotere serieproductie over te gaan en in 1937 verscheen het Model 1-3, dat kon worden voorzien van een soort bagagebak aan de achterkant, de "Kari-Pac". De cilinderinhoud was vergroot tot 222 cc en de motor met geforceerde luchtkoeling leverde 1,5 pk. Er werd nog geëxperimenteerd met de ontsteking: Aanvankelijk was een Eisemann-magneetontsteking gemonteerd, maar die werd vervangen door een Wico-magneetontsteking en in 1938 door een accu-ontsteking.

### Autoglide Serie 2
In 1938 verschenen drie modellen:
- Auto-Glide Model 12 Standard: Dit model had een 2pk-Husky motor met één versnelling.
- Auto-Glide Model 12 De Luxe: Dit model had eveneens een 2pk-Husky motor, maar twee versnellingen en elektrische verlichting. Bovendien kon het worden voorzien van een zijspan, de Auto-Glide Side-Kar.
- Auto-Glide Model 12 Rental Special: Dit was een goedkopere versie die bedoeld was voor de verhuur. Ze had een 1,5pk-motor en moest aangeduwd worden.

Als accessoire leverde Cushman het "Trail-It-Attachement", een trekhaak waarmee de Auto-Glide scooter achterstevoren achter een auto gehangen kon worden.
In 1939 verscheen het Model 9, de "Auto-Glide Package-Kar", een triporteur met een forse laadbak.
In 1940 werden enkele wijzigingen aangebracht. De wielbasis werd vergroot en de bandenmaat ging van 12- naar 14 inch. De voorvork werd gewijzigd en er kwam ook voorvering. De motor, die nog gedeeltelijk zichtbaar was geweest, was nu helemaal in plaatwerk verborgen. Het Model 22 had een automatische tweeversnellingsbak, de "Floating Drive". Het model 24 kreeg met het oog op zijspangebruik twee versnellingen en er kwam in 1940 opnieuw een goedkoop model, Model 21 met de oude 1,5pk-motor maar wel met de automatische versnellingsbak en weer 12 inch-wielen.

### Auto-Glide Serie 3
Door de betrokkenheid bij de Tweede Wereldoorlog stelde het Amerikaanse leger specificaties voor een militaire scooter op. Die werden de basis voor een nieuwe serie Auto-Glide scooters. Ze kregen een gewijzigde Husky-motor, de 245,85cc-16M71 zijklepmotor die 4,6 pk leverde. Men leverde de volgende modellen:
- Auto-Glide Model 32: Dit was de nieuwe, sterkere versie van het Model 22 met de automatische tweeversnellingsbak.
- Auto-Glide Model 34: Dit was de nieuwe, sterkere versie van het Model 23 met twee versnellingen voor zijspangebruik. Het Amerikaanse leger kocht hiervan 495 exemplaren met zijspan voor civiel gebruik.
- Auto-Glide Model 39: Dit was de militaire versie van het Model 9, de Package-Kar.
- Auto-Glide Model 39A: Dit was het Model 39 met automatische versnellingsbak.
- Cushman Model 53 Airborne: Een verstevigde militaire versie van het Model 34, bedoeld om met een parachute door een vliegtuig te worden uitgeworpen.

#### Technische gegevens Auto-Glide-modellen
| Auto-Glide Model: | 1-1                                                                                         | 1-2                                                                                         | 1-3                                                                                         | 12 Standard                                                                                 | 12 De Luxe                                                                                  | 12 Rental Special                                                                           | 9 Package-Kar                                                                               | 21                                                                                          | 22                                                                                          | 24                                                                                          | 32                                                                                          | 34                                                                                          | 39 Package-Kar                                                                              | 39A Package-Kar                                                                             |
| ----------------- | ------------------------------------------------------------------------------------------- | ------------------------------------------------------------------------------------------- | ------------------------------------------------------------------------------------------- | ------------------------------------------------------------------------------------------- | ------------------------------------------------------------------------------------------- | ------------------------------------------------------------------------------------------- | ------------------------------------------------------------------------------------------- | ------------------------------------------------------------------------------------------- | ------------------------------------------------------------------------------------------- | ------------------------------------------------------------------------------------------- | ------------------------------------------------------------------------------------------- | ------------------------------------------------------------------------------------------- | ------------------------------------------------------------------------------------------- | ------------------------------------------------------------------------------------------- |
| Serie             | 0                                                                                           | 0                                                                                           | 1                                                                                           | 2                                                                                           | 2                                                                                           | 2                                                                                           | 2                                                                                           | 2                                                                                           | 2                                                                                           | 2                                                                                           | 3                                                                                           | 3                                                                                           | 3                                                                                           | 3                                                                                           |
| Periode           | 1936                                                                                        | 1936                                                                                        | 1937-1938                                                                                   | 1938-1942                                                                                   | 1938-1942                                                                                   | 1938-1942                                                                                   | 1938-1942                                                                                   | 1938-1942                                                                                   | 1938-1942                                                                                   | 1938-1942                                                                                   | 1942-1945                                                                                   | 1942-1945                                                                                   | 1942-1945                                                                                   | 1942-1945                                                                                   |
| Categorie         | Scooter                                                                                     | Scooter                                                                                     | Scooter                                                                                     | Scooter                                                                                     | Scooter                                                                                     | Scooter                                                                                     | Triporteur                                                                                  | Scooter                                                                                     | Scooter                                                                                     | Scooter                                                                                     | Scooter                                                                                     | Scooter                                                                                     | Triporteur                                                                                  | Triporteur                                                                                  |
| Motortype         | Viertaktmotor                                                                               | Viertaktmotor                                                                               | Viertaktmotor                                                                               | Viertaktmotor                                                                               | Viertaktmotor                                                                               | Viertaktmotor                                                                               | Viertaktmotor                                                                               | Viertaktmotor                                                                               | Viertaktmotor                                                                               | Viertaktmotor                                                                               | Viertaktmotor                                                                               | Viertaktmotor                                                                               | Viertaktmotor                                                                               | Viertaktmotor                                                                               |
| Bouwwijze         | Cushman Husky dwarsgeplaatste staande eencilinder zijklepmotor met geforceerde luchtkoeling | Cushman Husky dwarsgeplaatste staande eencilinder zijklepmotor met geforceerde luchtkoeling | Cushman Husky dwarsgeplaatste staande eencilinder zijklepmotor met geforceerde luchtkoeling | Cushman Husky dwarsgeplaatste staande eencilinder zijklepmotor met geforceerde luchtkoeling | Cushman Husky dwarsgeplaatste staande eencilinder zijklepmotor met geforceerde luchtkoeling | Cushman Husky dwarsgeplaatste staande eencilinder zijklepmotor met geforceerde luchtkoeling | Cushman Husky dwarsgeplaatste staande eencilinder zijklepmotor met geforceerde luchtkoeling | Cushman Husky dwarsgeplaatste staande eencilinder zijklepmotor met geforceerde luchtkoeling | Cushman Husky dwarsgeplaatste staande eencilinder zijklepmotor met geforceerde luchtkoeling | Cushman Husky dwarsgeplaatste staande eencilinder zijklepmotor met geforceerde luchtkoeling | Cushman Husky dwarsgeplaatste staande eencilinder zijklepmotor met geforceerde luchtkoeling | Cushman Husky dwarsgeplaatste staande eencilinder zijklepmotor met geforceerde luchtkoeling | Cushman Husky dwarsgeplaatste staande eencilinder zijklepmotor met geforceerde luchtkoeling | Cushman Husky dwarsgeplaatste staande eencilinder zijklepmotor met geforceerde luchtkoeling |
| boring            | 60 mm                                                                                       | 60 mm                                                                                       | 67,7 mm                                                                                     | 67,7 mm                                                                                     | 67,7 mm                                                                                     | 67,7 mm                                                                                     | 67,7 mm                                                                                     | 67,7 mm                                                                                     | 67,7 mm                                                                                     | 67,7 mm                                                                                     | 69,8 mm                                                                                     | 69,8 mm                                                                                     | 69,8 mm                                                                                     | 69,8 mm                                                                                     |
| slag              | 63,5 mm                                                                                     | 63,5 mm                                                                                     | 63,5 mm                                                                                     | 63,5 mm                                                                                     | 63,5 mm                                                                                     | 63,5 mm                                                                                     | 63,5 mm                                                                                     | 63,5 mm                                                                                     | 63,5 mm                                                                                     | 63,5 mm                                                                                     | 66,8 mm                                                                                     | 66,8 mm                                                                                     | 66,8 mm                                                                                     | 66,8 mm                                                                                     |
| Cilinderinhoud    | 179,5 cc                                                                                    | 179,5 cc                                                                                    | 221,9 cc                                                                                    | 221,9 cc                                                                                    | 221,9 cc                                                                                    | 221,9 cc                                                                                    | 221,9 cc                                                                                    | 221,9 cc                                                                                    | 221,9 cc                                                                                    | 221,9 cc                                                                                    | 255,6 cc                                                                                    | 255,6 cc                                                                                    | 255,6 cc                                                                                    | 255,6 cc                                                                                    |
| Max. Vermogen     | 1 pk                                                                                        | 1 pk                                                                                        | 1,5 pk                                                                                      | 2 pk                                                                                        | 2 pk                                                                                        | 1,5 pk                                                                                      | 2 pk                                                                                        | 1,5 pk                                                                                      | 2 pk                                                                                        | 2 pk                                                                                        | 4,6 pk                                                                                      | 4,6 pk                                                                                      | 4,6 pk                                                                                      | 4,6 pk                                                                                      |
| versnellingen     | Geen                                                                                        | Geen                                                                                        | Geen                                                                                        | Geen                                                                                        | 2 (automaat)                                                                                | geen                                                                                        | 2                                                                                           | 2 (automaat)                                                                                | 2 (automaat)                                                                                | 2                                                                                           | 2 (automaat)                                                                                | 2                                                                                           | 2                                                                                           | 2 (automaat)                                                                                |
| Bandenmaat        | 4.00 x 8 inch                                                                               | 4.00 x 8 inch                                                                               | 3.50 x 12 inch                                                                              | 3.50 x 12 inch vanaf 1940 4.00 x 14 inch                                                    | 3.50 x 12 inch vanaf 1940 4.00 x 14 inch                                                    | 3.50 x 12 inch vanaf 1940 4.00 x 14 inch                                                    | 3.50 x 12 inch vanaf 1940 4.00 x 14 inch                                                    | 3.50 x 12 inch                                                                              | 3.50 x 12 inch vanaf 1940 4.00 x 14 inch                                                    | 3.50 x 12 inch vanaf 1940 4.00 x 14 inch                                                    | 4.00 x 14 inch                                                                              | 4.00 x 14 inch                                                                              | 4.00 x 14 inch                                                                              | 4.00 x 14 inch                                                                              |

## Cushman scooters

### Cushman Model 53 Airborne
De Cushman 53 werd speciaal voor het Amerikaanse leger ontwikkeld uit het Model 34. Achter de benzinetank zat een lus waar de parachute aan bevestigd kon worden, terwijl het stuur als tweede bevestigingspunt diende. Het idee stamde van de Britse Welbike en de Italiaanse Volugrafo vouwscooters. De Cushman 53 Airborne was echter geen vouwscooter en was bovendien veel zwaarder. Hij woog 116 kilo, terwijl de Welbike slechts 32 kilo woog. Dit was het eerste model waarbij Cushman de naam "Auto-Glide" liet vallen.

### Cushman Serie 5
Vanaf 1944 gebruikte Cushman de naam "Auto-Glide" niet langer, omdat het merk meer bekendheid onder de eigen naam wilde krijgen. Door de oorlog kwam er geen "Serie 4", maar stapte men meteen over op de vijfde serie. Men bracht een civiele versie van de Airborne uit, Model 53A Airborne, zonder parachutehaak maar met voorvering en verlichting. Daarnaast verschenen in 1947 twee modellen waarbij de motor was verborgen onder plaatwerk: Model 52 met een centrifugaalkoppeling en Model 54 met een platenkoppeling en twee versnellingen. Het Model 59 Ice Cream Chassis was bestemd voor de opbouw van een koelbox voor ijsverkoop. Er kwam ook een Model 54B, dat maar kort werd geproduceerd en elementen van het Model 54 en latere modellen (waarschijnlijk Model 64) had.
Charles Ammon droeg in 1947 de leiding van het bedrijf over aan zijn zoons Robert (directeur) en William (Vice-directeur). Charles overleed in 1950.

### Cushman Serie 6
De Serie 6 week nauwelijks af van de Serie 5. Een uiterlijk verschil zat in de koellucht-spleten in het plaatwerk: bij de Serie 5 verticaal en bij de Serie 6 schuin. Model 61 en 62A Sport hadden geen plaatwerk, zodat het achterspatbord rechtstreeks aan de motor bevestigd was. Model 61 was een spaarmodel: de 201cc-motor had geen koelluchtmantel en was star in het frame gehangen. Hij leverde slechts 3 pk. De Package-Kar kreeg de modelnaam 69 en een stuurwiel in plaats van een fietsstuur.

### Cushman Serie 7
De Serie 7 begon in 1950 en kende een enorm aantal modellen. Het Model 711 Highlander was de opvolger van het Model 61, maar de motor was nu wel opgehangen in silent blocks. Het model was wel iets duurder geworden: Model 61 kostte 187,50 dollar, Model 711 kostte 205 dollar. In 1952 verscheen het Model 714 met een 244cc-motor met 4 pk. Het Model 715 Highlander De Luxe uit 1953 had plaatwerk rondom de motor en het achterwiel en twee zitplaatsen. Topmodellen werden de 722 Pacemaker en de 725 Road King. Dit waren volwassen scooters met veel plaatwerk en beenschilden. De Pacemaker had geen versnellingen, de Road King twee versnellingen. De Eagle-modellen waren eigenlijk geen scooters: tussen de benen van de bestuurder zat een brandstoftank en daardoor werden het kleine motorfietsjes. Ze waren leverbaar met twee motoren van 4,8 pk of 8 pk. In 1958 kregen de beklede modellen koelspleten om warmteproblemen op te lossen. In 1959 werden de sterkere frames van de Pacemaker en de Road King ook op de andere modellen toegepast. De 721 Special was een Highlander model met een lichte 3,8pk-Husky-motor. In 1959 werd de aluminium motoromhulling van de toerscooters vervangen door fiberglas. In 1960 verscheen een terreinmotortje, de Trailster. Deze had een 4,8pk-Husky-motor, die in 1962 werd vervangen door een 8pk-motor. De machine had een lage en een hoge gearing, waardoor de topsnelheid 20- of 12 km/uur bedroeg. Met een andere tandwielset konden snelheden voor normaal gebruik op de weg worden bereikt.

#### Cushman Super Eagle
Een opmerkelijk model was de "Super Eagle", een volledig aangeklede Eagle met het uiterlijk van een Harley-Davidson of Indian-motorfiets. De voorvork was bekleed, de machine had dubbele spiegels en uitlaten en zelfs kleine zijkoffers. Ze was speciaal ontworpen voor de Shriners, een aan de vrijmetselarij gelieerde liefdadigheidsorganisatie, maar werd een van de meest succesvolle modellen van Cushman.
In 1957 verkocht de familie Ammon haar aandelenpakket aan de Outboard Marine Company, de producenten van de Johnson- en Evinrude-buitenboordmotoren. Robert en William Ammon behielden de leiding van het bedrijf tot ze op 5 december 1961 allebei met pensioen gingen. In 1959 kregen de Cushman-modellen een nieuw C&M-logo.

#### Gegevens Cushman-modellen
| Cushman Model: | 53 Airborne | 53A Airborne | 54 Road King | 52 Pacemaker | 59 Ice cream | 54B | 59B Package-Kar | 62 Pacemaker | 62A Sport | 61 Highlander |
| -------------- | --- | --- | --- | --- | --- | --- | --- | --- | --- | --- |
| Serie          | 5 | 5 | 5 | 5 | 5 | 5 | 5 | 6 | 6 | 6 |
| Periode        | 1944 | 1946-1948 | 1946-1950 | 1946-1948 | 1947-? | 1948 | 1948 | 1948-1950 | 1948-1950 | 1948-1950 |
| Categorie      | Militaire scooter | scooter | scooter | scooter | Triporteur | Scooter | Triporteur | scooter | scooter | scooter |
| Motortype      | Viertaktmotor | Viertaktmotor | Viertaktmotor | Viertaktmotor | Viertaktmotor | Viertaktmotor | Viertaktmotor | Viertaktmotor | Viertaktmotor | Viertaktmotor |
| Bouwwijze      | Cushman Husky dwarsgeplaatste staande eencilinder zijklepmotor met geforceerde luchtkoeling                                                                                     | Cushman Husky dwarsgeplaatste staande eencilinder zijklepmotor met geforceerde luchtkoeling                                                                                     | Cushman Husky dwarsgeplaatste staande eencilinder zijklepmotor met geforceerde luchtkoeling                                                                                     | Cushman Husky dwarsgeplaatste staande eencilinder zijklepmotor met geforceerde luchtkoeling                                                                                     | Cushman Husky dwarsgeplaatste staande eencilinder zijklepmotor met geforceerde luchtkoeling                                                                                     | Cushman Husky dwarsgeplaatste staande eencilinder zijklepmotor met geforceerde luchtkoeling                                                                                     | Cushman Husky dwarsgeplaatste staande eencilinder zijklepmotor met geforceerde luchtkoeling                                                                                     | Cushman Husky dwarsgeplaatste staande eencilinder zijklepmotor met geforceerde luchtkoeling                                                                                     | Cushman Husky dwarsgeplaatste staande eencilinder zijklepmotor met geforceerde luchtkoeling                                                                                     | Cushman Husky dwarsgeplaatste staande eencilinder zijklepmotor met geforceerde luchtkoeling                                                                                     |
|                | | | | | | | | | | |
| Cushman Model: | 65A Sport | 69 Package-Kar | 69A Package-Kar | 62A Pacemaker | 64 Super | 64A Super | 61 Highlander | 711 Highlander | 765 Eagle | 714 Highlander |
| Serie          | 6 | 6 | 6 | 6 | 6 | 6 | 6 | 7 | 7 | 7 |
| Periode        | 1948-1950 | 1948 | 1948-? | 1948-1953 | 1948-1954 | 1949 | 1949-1951 | 1950-? | 1950-? | 1952-1953 |
| Categorie      | scooter | triporteur | triporteur | scooter | scooter | scooter | scooter | scooter | motorfiets | scooter |
| Motortype      | Viertaktmotor | Viertaktmotor | Viertaktmotor | Viertaktmotor | Viertaktmotor | Viertaktmotor | Viertaktmotor | Viertaktmotor | Viertaktmotor | Viertaktmotor |
| Bouwwijze      | Cushman Husky dwarsgeplaatste staande eencilinder zijklepmotor met geforceerde luchtkoeling                                                                                     | Cushman Husky dwarsgeplaatste staande eencilinder zijklepmotor met geforceerde luchtkoeling                                                                                     | Cushman Husky dwarsgeplaatste staande eencilinder zijklepmotor met geforceerde luchtkoeling                                                                                     | Cushman Husky dwarsgeplaatste staande eencilinder zijklepmotor met geforceerde luchtkoeling                                                                                     | Cushman Husky dwarsgeplaatste staande eencilinder zijklepmotor met geforceerde luchtkoeling                                                                                     | Cushman Husky dwarsgeplaatste staande eencilinder zijklepmotor met geforceerde luchtkoeling                                                                                     | Cushman Husky dwarsgeplaatste staande eencilinder zijklepmotor met geforceerde luchtkoeling                                                                                     | Cushman Husky dwarsgeplaatste staande eencilinder zijklepmotor met geforceerde luchtkoeling                                                                                     | Cushman Husky dwarsgeplaatste staande eencilinder zijklepmotor met geforceerde luchtkoeling                                                                                     | Cushman Husky dwarsgeplaatste staande eencilinder zijklepmotor met geforceerde luchtkoeling                                                                                     |
|                | | | | | | | | | | |
| Cushman Model: | 762 Eagle | 715 Highlander | 715 Highlander De Luxe | 722 Pacemaker | 725 Road King | 721 Highlander De Luxe | 721 Highlander Special | Super Eagle | 723 Trailster | Silver Eagle |
| Serie          | 7 | 7 | 7 | 7 | 7 | 7 | 7 | 7 | 7 | 7 |
| Periode        | 1952-1954 | 1953-? | 1953-1957 | 1957-? | 1957-? | 1958-1965 | 1958-1965 | 1961-1965 | 1960-1965 | 1961 |
| Categorie      | motorfiets | scooter | scooter | scooter | scooter | scooter | scooter | motorfiets | motorfiets | motorfiets |
| Motortype      | Viertaktmotor | Viertaktmotor | Viertaktmotor | Viertaktmotor | Viertaktmotor | Viertaktmotor | Viertaktmotor | Viertaktmotor | Viertaktmotor | Viertaktmotor |
| Bouwwijze      | Cushman Husky dwarsgeplaatste staande eencilinder zijklepmotor met geforceerde luchtkoeling, vanaf 1961 ook 6- of 9pk-OMC eencilinder sloper-motor met geforceerde luchtkoeling | Cushman Husky dwarsgeplaatste staande eencilinder zijklepmotor met geforceerde luchtkoeling, vanaf 1961 ook 6- of 9pk-OMC eencilinder sloper-motor met geforceerde luchtkoeling | Cushman Husky dwarsgeplaatste staande eencilinder zijklepmotor met geforceerde luchtkoeling, vanaf 1961 ook 6- of 9pk-OMC eencilinder sloper-motor met geforceerde luchtkoeling | Cushman Husky dwarsgeplaatste staande eencilinder zijklepmotor met geforceerde luchtkoeling, vanaf 1961 ook 6- of 9pk-OMC eencilinder sloper-motor met geforceerde luchtkoeling | Cushman Husky dwarsgeplaatste staande eencilinder zijklepmotor met geforceerde luchtkoeling, vanaf 1961 ook 6- of 9pk-OMC eencilinder sloper-motor met geforceerde luchtkoeling | Cushman Husky dwarsgeplaatste staande eencilinder zijklepmotor met geforceerde luchtkoeling, vanaf 1961 ook 6- of 9pk-OMC eencilinder sloper-motor met geforceerde luchtkoeling | Cushman Husky dwarsgeplaatste staande eencilinder zijklepmotor met geforceerde luchtkoeling, vanaf 1961 ook 6- of 9pk-OMC eencilinder sloper-motor met geforceerde luchtkoeling | Cushman Husky dwarsgeplaatste staande eencilinder zijklepmotor met geforceerde luchtkoeling, vanaf 1961 ook 6- of 9pk-OMC eencilinder sloper-motor met geforceerde luchtkoeling | Cushman Husky dwarsgeplaatste staande eencilinder zijklepmotor met geforceerde luchtkoeling, vanaf 1961 ook 6- of 9pk-OMC eencilinder sloper-motor met geforceerde luchtkoeling | Cushman Husky dwarsgeplaatste staande eencilinder zijklepmotor met geforceerde luchtkoeling, vanaf 1961 ook 6- of 9pk-OMC eencilinder sloper-motor met geforceerde luchtkoeling |

## Andere producten

### Allstate scooters

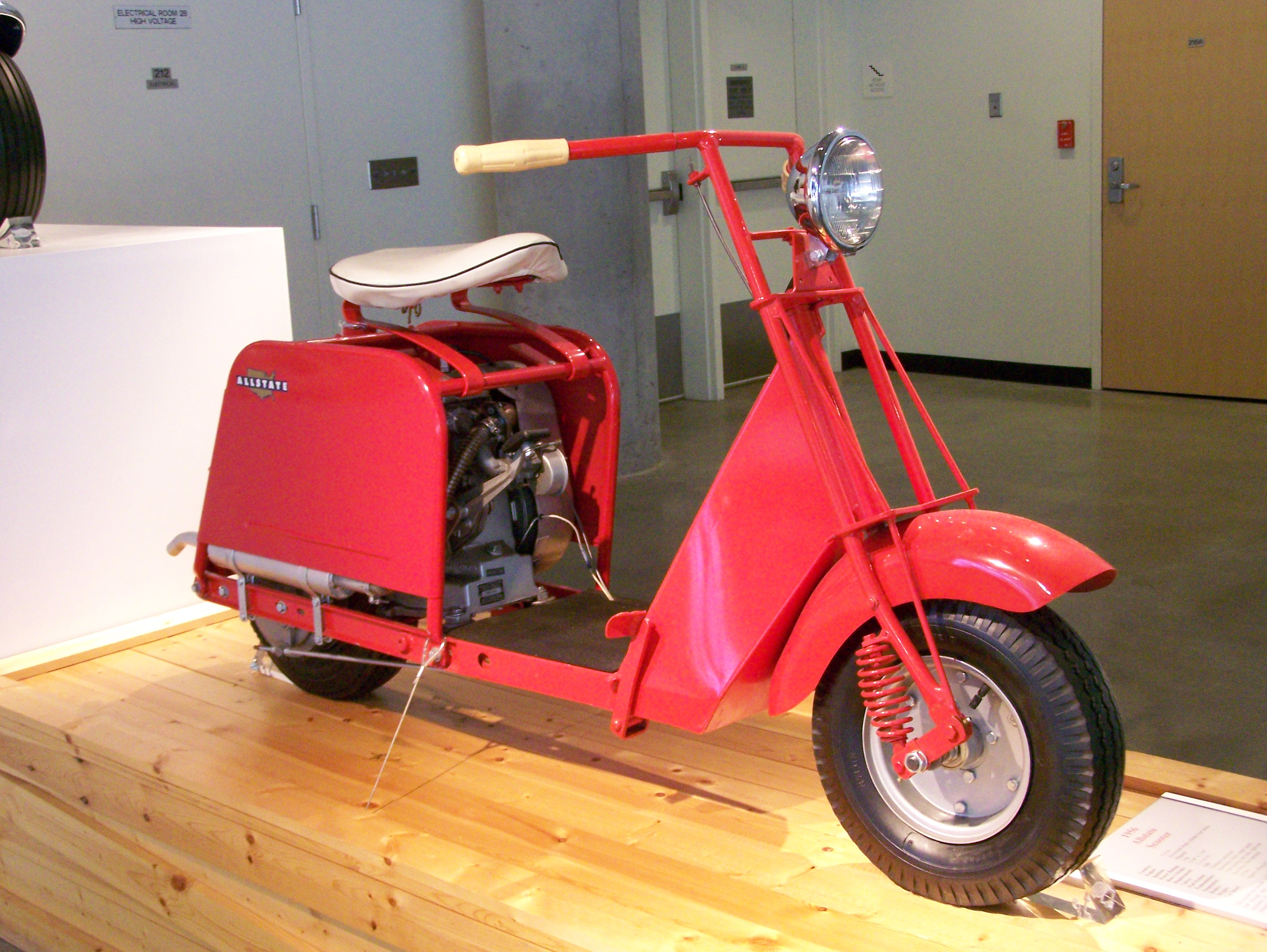
Allstate scooter uit 1956

Na het succes van Gamble Stores met de Doodle Bug scooters, besloot ook de warenhuisketen Sears, Roebuck & Co. in 1952 scooters te gaan verkopen. Ze werden onder de naam Allstate verkocht, maar het waren licht gewijzigde Cushman Highlander scooters. Het eerste model was afgeleid van de Model 61 Highlander en heette Allstate Standard. De Allstate De Luxe was de Cushman Model 62 Pacemaker, met een gewijzigde voorkant. In 1957 verscheen de Allstate Jetsweep, vergelijkbaar met de Cushman Model 722 en in 1959 een vernieuwde Allstate Standard gebaseerd op het Model 721 Highlander. Toen de productie bij Cushman in 1961 werd gestaakt schakelde ook Sears over op Vespa-scooters, die onder de naam Allstate Cruisaire werden verkocht.

### Vespa scooters
In 1961, toen het bedrijf helemaal was overgenomen door OMC, besloot men de inmiddels verouderde 720-serie (Highlanders, Road Kings en Pacemakers) niet meer te vervangen. In plaats daarvan importeerde men de Vespa 125- 150- en Grand Sport scooters. Het werd geen succes. Veel dealers keerden het merk de rug toe en schakelden over op Honda, dat met lichte motorfietsjes net de Amerikaanse markt begon te veroveren. In 1963 beëindigde OMC de Vespa-import, nadat er ongeveer 6.000 Vespa's verkocht waren.

### Cushman Trucksters

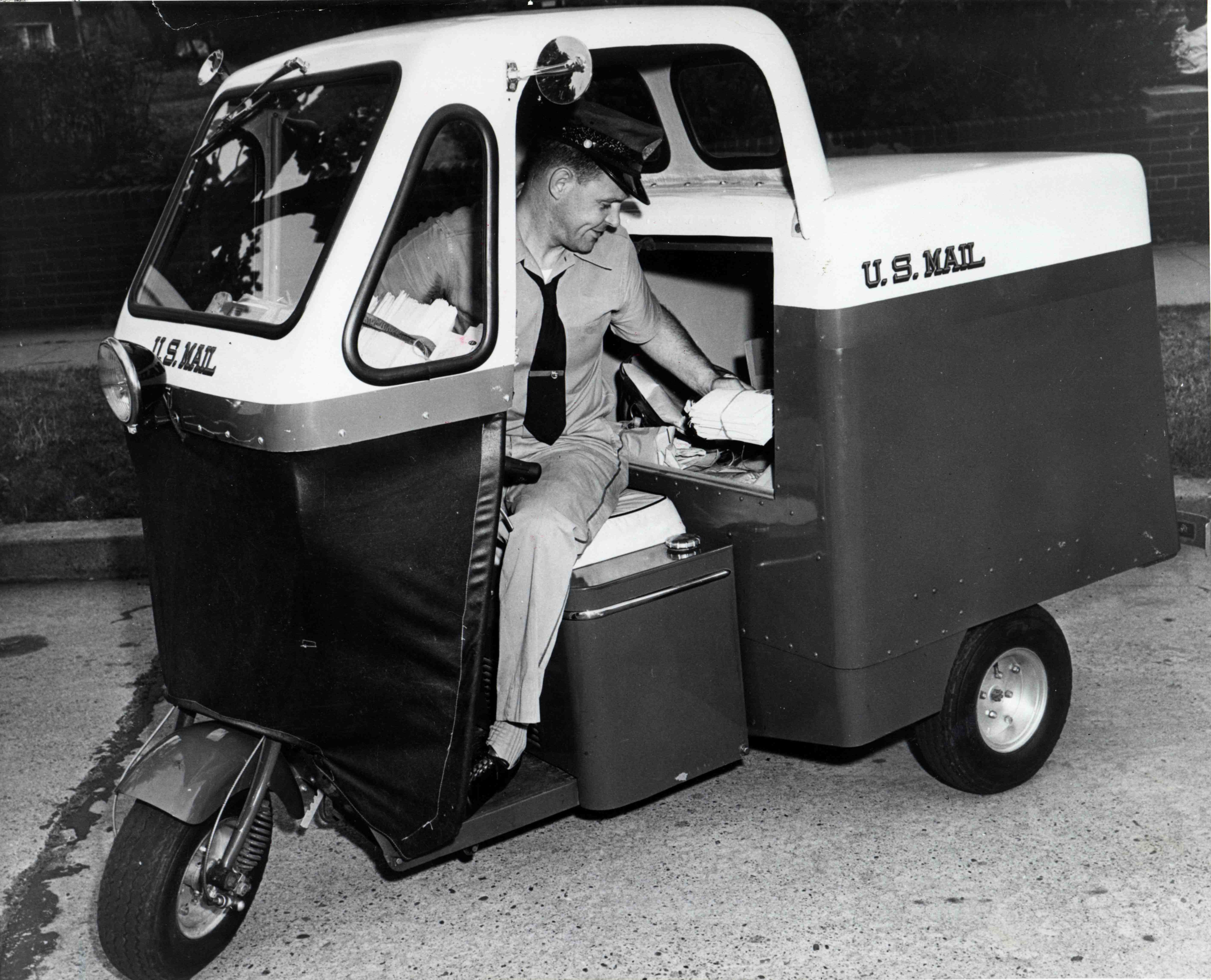
Cushman Mailster 1955

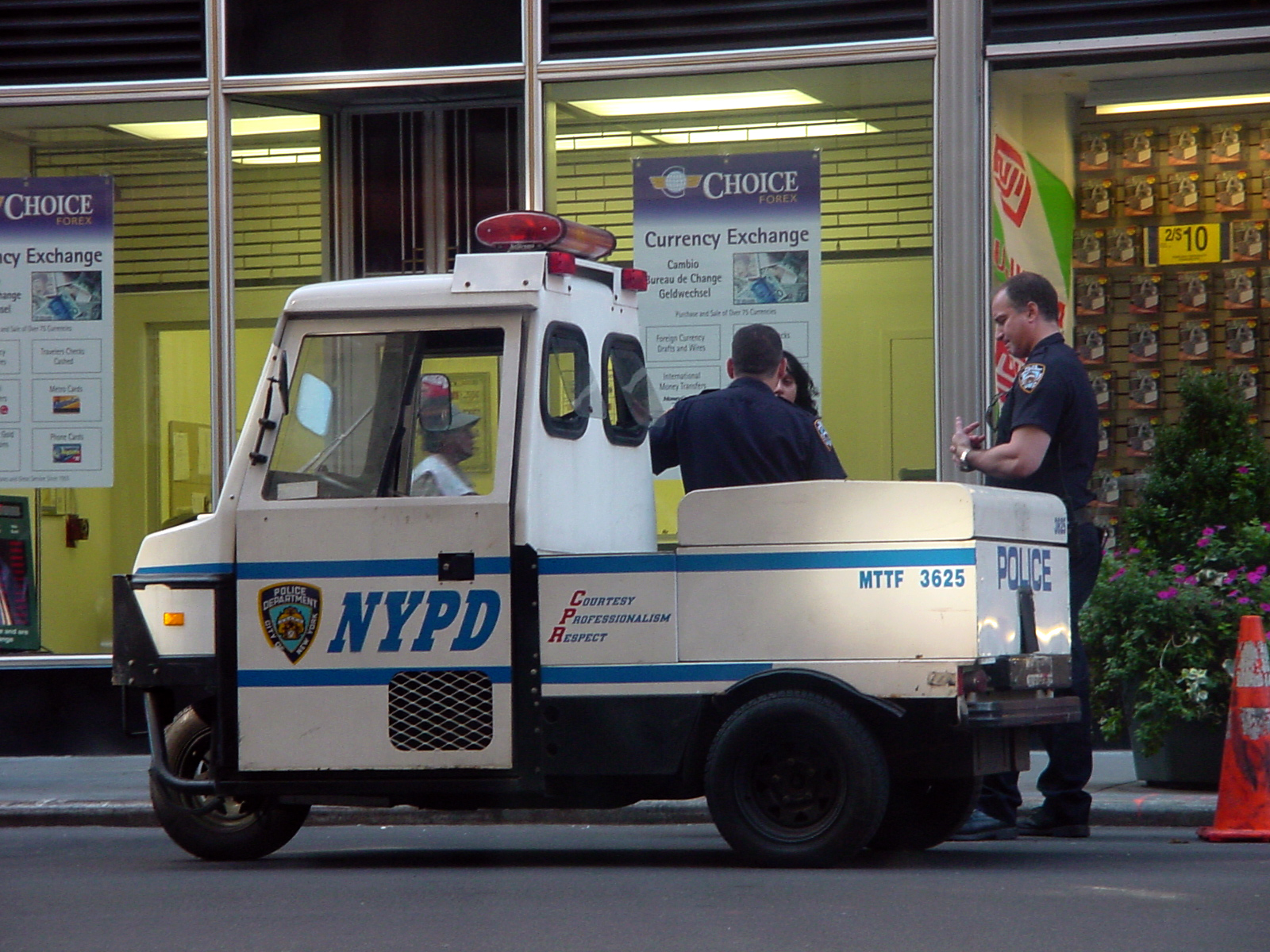
Cushman Truckster Patrol

In 1952 begon Cushman ook driewielige transportvoertuigen met de laadruimte achter de bestuurder te bouwen, de "Truckster 780"-serie. Vanaf 1955 waren ze ook leverbaar met een elektromotor en vanaf 1961 ook met een sterke 18pk-OMC-motor. In 1965 volgden ook vierwielige transportvoertuigjes. De Mailster werd aan de Amerikaanse posterijen geleverd en tot 2002 bouwde Cushman de Truckster Patrol voor de politie.

### Cushman Golf Cars
In 1953 breidde men de productie uit naar Golf Cars. Het eerste model, de Golf Buggy, was gebaseerd op de Serie 6, met name de Model 69 Package-Kar met het stuurwiel. De laadbak was vervangen door een zitbank. Vanaf 1955 ging men ook elektrische golfkarretjes maken, de Cushman "Electric Golfer". De productie werd in 1975 beëindigd.

## Moederbedrijven in problemen
Het moederbedrijf van Cushman, Outboard Marine Corporation, kwam in de jaren tachtig in financiële problemen en Cushman werd in 1989 verkocht aan het Britse bedrijf Ransomes, dat tractoren en maaimachines produceerde. Ook Ransomes raakte in moeilijkheden en in 1998 werd Cushman weer doorverkocht, dit keer aan Textron. Cushman bestond in 2015 nog steeds, opnieuw als producent van golfkarretjes.